# Minicopenaeon crosnieri
Minicopenaeon crosnieri is een pissebed uit de familie Bopyridae. De wetenschappelijke naam van de soort is voor het eerst geldig gepubliceerd in 1979 door Bourdon.